# Le Bourdeix
Bourdeix – miejscowość i gmina we Francji, w regionie Nowa Akwitania, w departamencie Dordogne.
Według danych na rok 1990 gminę zamieszkiwało 230 osób, a gęstość zaludnienia wynosiła 20 osób/km² (wśród 2290 gmin Akwitanii Bourdeix plasuje się na 947. miejscu pod względem liczby ludności, natomiast pod względem powierzchni na miejscu 968.).